# Cova Rodela
Cova Rodela (crioll capverdià Kuva Rodela) és una vila situada al mig de l'illa Brava a l'arxipèlag de Cap Verd. Està situada enmig de les muntanyes, 1 km a l'oest de la capital de l'illa, Nova Sintra. Hi ha bons camins per fer senderisme a la muntanya més alta de l'illa, Monte Fontainhas. La major part dels habitants del poble viuen de l'agricultura de blat de moro i plàtans. Al carrer principal hi ha un antic drago (Dracaena draco). Es pot arribar fàcilment a Cova Rodela amb busos alguer des de Vila Nova Sintra i altres viles de Brava.
Moltes finestres de Cova Rodela són semblants a les habituals de Nova Anglaterra en el segle xix.